# José María Orue
José María Orue Aranguren (Bilbao, España, 17 de marzo de 1931-Bilbao, España, 30 de junio de 2007), fue un futbolista español. Jugaba de lateral derecho en el Athletic Club.

## Biografía
Llegó al Athletic Club en 1950, procedente del C. D. Guecho. Debutó en Primera División, el 31 de diciembre de 1950, en una derrota ante el Atlético de Madrid (2-0). Pasó la temporada 1951-52 cedido en el Baracaldo C. F., después de haber jugado sólo dos partidos en la campaña 1950-51. A su vuelta, se convirtió en un referente en la zaga bilbaína junto a Jesús Garay y Canito. Permaneció en el equipo vasco hasta 1968, año en que se retiró como futbolista. Con este equipo ganó una Liga española y cuatro Copas del Generalísimo en 481 partidos.
Orue falleció el 30 de junio de 2007, a los 76 años de edad, en Bilbao, a causa de una insuficiencia cardíaca.

### Selección nacional
Fue internacional con la selección de fútbol de España en 3 ocasiones. Su debut como internacional fue el 8 de noviembre de 1953 en el partido España 2-2 Suecia. El 10 de marzo de 1957 jugó su tercer partido, en un empate a dos, ante Suiza.

## Clubes
| Club                     | País   | Año       |
| ------------------------ | ------ | --------- |
| Athletic Club            | España | 1950-1968 |
| Barakaldo Club de Fútbol | España | 1951-1952 |

## Títulos
| Título                     | Club          | País   | Año     |
| -------------------------- | ------------- | ------ | ------- |
| Copa Eva Duarte            | Athletic Club | España | 1950    |
| Copa del Generalísimo      | Athletic Club | España | 1955    |
| Primera División de España | Athletic Club | España | 1955-56 |
| Copa del Generalísimo      | Athletic Club | España | 1956    |
| Copa del Generalísimo      | Athletic Club | España | 1958    |

### Distinciones individuales
| Distinción            | Año  |
| --------------------- | ---- |
| Trofeo Monchín Triana | 1957 |